# M'bahiakro
M'Bahiakro est une ville de Côte d'Ivoire située au centre-est du pays, à l'est de Bouaké. Elle est un chef-lieu du département de M'Bahaiakro et est essentiellement peuplée de Sondos au nord, d'Adjé au sud à la lisière du fleuve N'Zi et au sud-est, le canton Ngain.

## Administration
Une loi de 1978 a institué 27 communes de plein exercice sur le territoire du pays.
| Date d'élection | Identité                       | Parti    | Qualité         | Statut |
| --------------- | ------------------------------ | -------- | --------------- | ------ |
| 1960            | M'bahia Blé Kouadio            | PDCI-RDA | Homme politique | élu    |
| 1980            | M'bahia Blé Kouadio            | PDCI-RDA | Homme politique | élu    |
| 1985            | Dominique Baudouhat,           | PDCI-RDA | Homme politique | élu    |
| 1990            | Thérèse N'Dhatz Kra Betis      | PDCI-RDA | Femme politique | élue   |
| 1995            | Thérèse N'Dhatz Kra Betis      | PDCI-RDA | Femme politique | élue   |
| 2001            | Kouadio Kpli Kouassi Delphin   | PDCI-RDA | Homme politique | élu    |
| 2013            | Kouakou Atchelaud Fausto Lewis | PDCI-RDA | Homme politique | élu    |

## Éducation
Le département compte aussi une Institution de Formation et d'Éducation Féminine située au chef-lieu, l'un des 90 centres de cette nature existant dans le pays. Cette institution a pour objet de permettre aux femmes analphabètes, aux jeunes filles non scolarisées ou déscolarisées, aux femmes agricultrices de trouver une opportunité pour le développement d'aptitudes nouvelles permettant leur insertion ou leur autonomisation.

## Sports
Les compétitions sportives se déroulent exclusivement au chef-lieu du département, les autres localités ne disposant d'aucune infrastructure dédiée : la ville dispose d'un club de football, le DIAMASSE DE M’BAHIAKRO, qui évolue en Championnat de division régionale, équivalent d'une « 4e division ». Comme dans la plupart des villes du pays, il est organisé, de façon informelle, des tournois de football à 7 joueurs qui, très populaires en Côte d'Ivoire, sont dénommés Maracanas.

## Traditions
Le village est dirigé parallèlement à l'administration civile par un chef traditionnel qui assure des fonctions exécutives et judiciaires.
Par exemple, il peut trancher pour des litiges et sa décision est respectée.
Entre autres chefs de village, il y a eu M'bahia Kouamé (1914-2006), chef du Canton Soundo.

## Personnalités liées
- Michel Konan Blédou, homme politique ivoirien